# ウィリアム・マムラー
ウィリアム・H・マムラー（William H. Mumler、1832年 - 1884年）は、アメリカ合衆国のニューヨークおよびボストンで活動した心霊写真家、元彫刻家、科学者。マムラーが心霊写真を撮影したのは、現像した自画像写真に亡きいとこの「霊」が写った偶然の出来事が初めてだったようである。その後、マムラーは彫刻家の仕事をやめて心霊写真家業に専念した。南北戦争で親戚を失った人々が大勢いたので、そこに目を付けた。マムラーが撮影した写真でもっとも有名なのは、メアリー・トッド・リンカーン（Mary Todd Lincoln）が亡き夫のエイブラハム・リンカーンと一緒に写っている写真と、霊媒師のマスター・へロッド（Master Herrod）が3人の守護霊と写っている肖像写真の2枚である。
1869年、マムラーは結局、詐欺罪と窃盗罪の被告人として法廷に立たされることになった。有名なショーマンのP・T・バーナムが、彼に不利な証言をした。しかし、裁判官が無罪判決を言い渡し、マムラーは写真家を続けた。マムラーの写真は、今日では偽物と見なされているものの、19世紀の最終四半期には広く流通し、スピリチュアリスト界隈にとどまらず、世間一般に向けて信仰や視覚的好奇心の対象として販売された。後年、「マムラー法」と呼ばれた、容易に写真を印刷できる写真製版技術を編み出した。

## 生涯

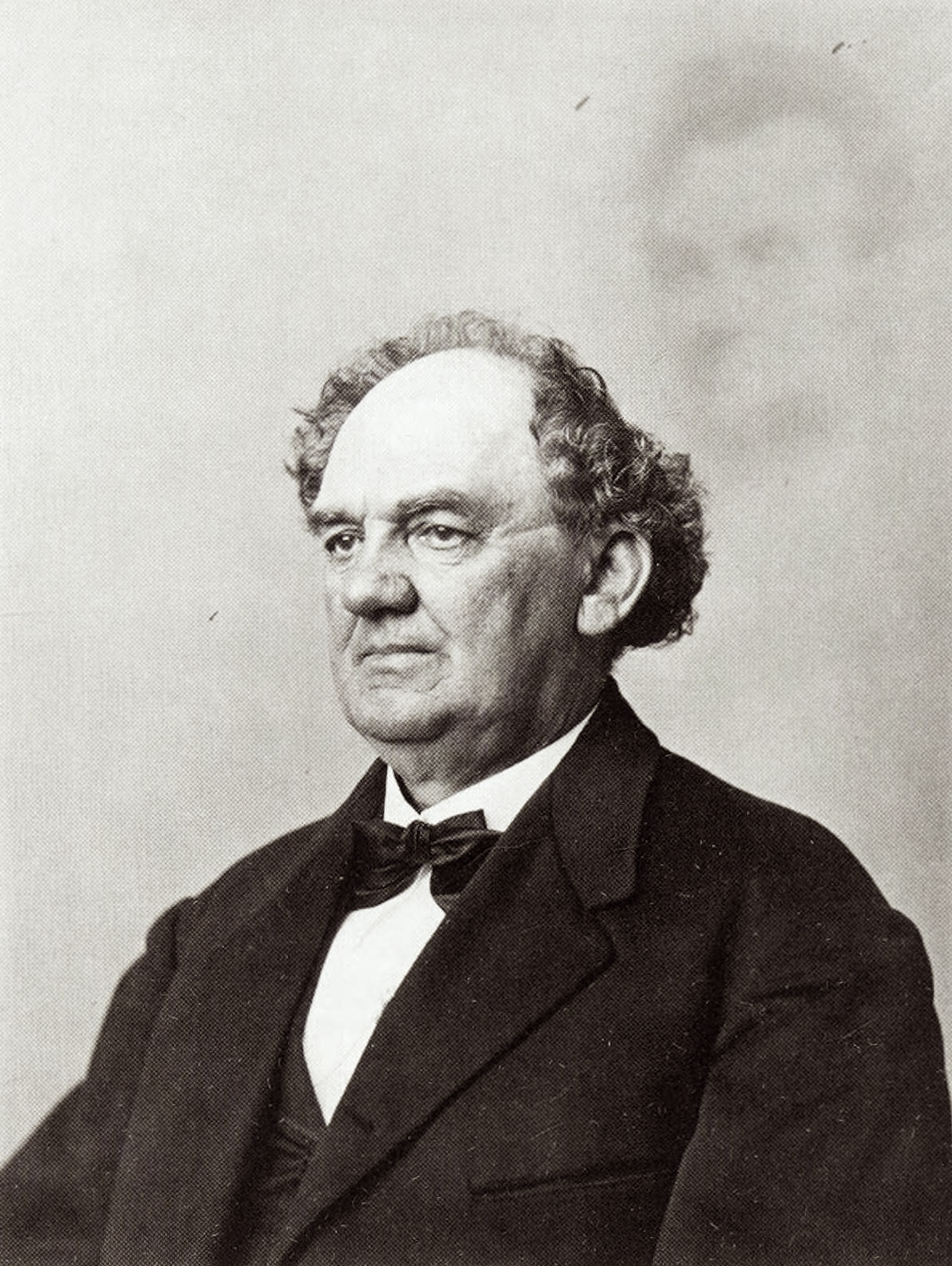
P・T・バーナムは、エイブラハム・ボガーダスを雇い、バーナムとエイブラハム・リンカーンの「霊」が写っている写真を作らせ、マムラーの裁判で、心霊写真を偽造するのがいかに簡単かを示す証拠として提出した。

亡きいとこの霊が写ったマムラーの写真

心霊写真家になる前のマムラーは、ボストンで宝石彫刻家として働いており、余暇に撮影を行うアマチュア写真家であった。1860年前半、一枚の自画像写真を現像したところ、12年前に死亡したいとこの霊が写っているように見えた。この写真は、初めての「心霊写真」として広く認められている。心霊写真は、生きている被写体とともに、故人（親戚であることが多い）の霊の働きによって、故人に似た像が写り込む。以来、マムラーは心霊写真家業に専念し、引き続きボストンで活動した後、最終的にはニューヨークに写った。マムラーの作品は、ニューヨークで数多くの写真専門家によって分析されたが、誰も偽造の証拠を何一つ見つけられなかった。心霊写真の撮影は、儲かるビジネスであった。南北戦争で多くの人々が亡くなり、幾千もの家庭が、最愛の人が死後も生き続けているという安心を求めたからである。
マムラーの妻、ハンナ・マムラー（Hannah Mumler）もまた有名なヒーリング霊媒師で、夫の仕事を助ける傍ら、自身も霊感ビジネスを展開した。
P・T・バーナムはマムラーの仕事に批判的な人物の1人で、マムラーの手口は、悲しみに暮れて判断が鈍っている人々に付け込んでいると主張した。バーナム以外にも、数多くの人々がマムラーに対して非難の声を上げていた。その内容は、マムラーが演出した「霊」が実際には存命中の人物だった、あるいはマムラーが人の家に侵入して亡くなった親戚の写真を盗んだといった具合であった。ジョー・ニッケル（Joe Nickell）は「一部の人が、霊とされるものの中に生きている人物もいたのを見つけ、マムラーが詐欺師であることが露呈した」と述べている。1869年4月、マムラーはついに詐欺罪で公判に付された。
バーナムは、マムラーの詐欺行為について証言するにあたり、写真家のエイブラハム・ボガーダス（Abraham Bogardus）を雇い入れ、自分自身がエイブラハム・リンカーンの「霊」といっしょに写っている写真を作らせ、「心霊写真」なるものを作り出すのがいかに簡単かを実証した。他方、マムラーを支持する側の証人の中には、マムラーの被写体になったことのあるジャーナリストのモーゼズ・A・ダウ（Moses A. Dow）がいた。しかし、結局マムラーは無罪判決を言い渡された。検察側が、マムラーの写真はまったく疑いの余地がない偽造だということを証明できなかったからである。公判後のマムラーについては、名誉が失墜して一文無しとなった挙げ句に死んだという説と、裁判で名前が売れて仕事が繁盛したとの説がある。
マムラーは、その後も写真の仕事を続け、木版並みに印刷を簡単に行える写真製版技術（「マムラー法」と呼ばれた）を編み出した。マムラーは1884年5月16日に死亡したが、そのときの訃報記事は、主として彼の写真業界における全般的な活動や貢献に言及しており、以前の心霊写真にまつわるスキャンダルについては最後の一文で触れられている程度であった。

## 写真

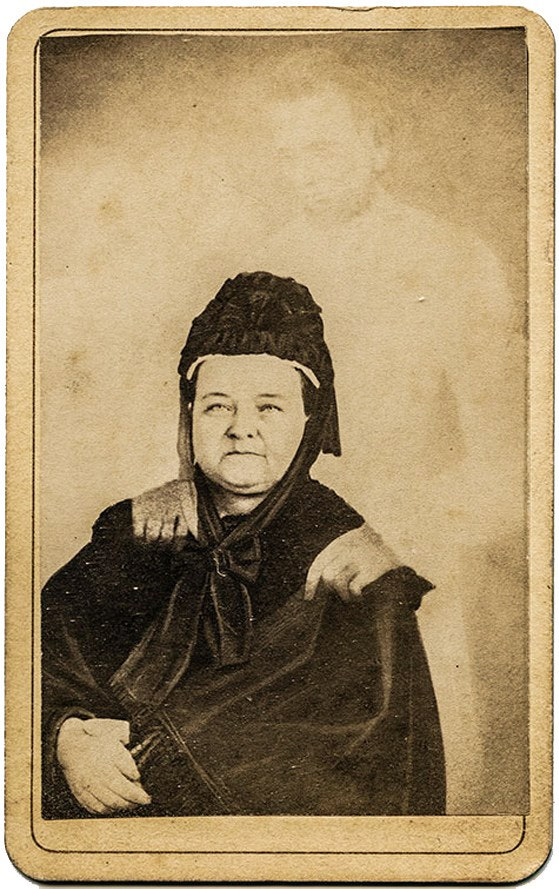
夫の「霊」が背後に写っているメアリー・トッド・リンカーン

### エイブラハム・リンカーンの霊
マムラーが撮影した写真で最も有名なのは、メアリー・トッド・リンカーン（Mary Todd Lincoln）が、夫のエイブラハム・リンカーンの「霊」とともに写っている一枚である。超常現象研究家のメルヴィン・ウィリン（Melvyn Willin）が著した『Ghosts Caught on Film』によれば、この写真が撮影されたのは1869年で、マムラーは被写体がリンカーン夫人であることを知らず、ミセス・タンドル（Mrs Tundall）だと思っており、写真を現像するまで彼女の正体に気づかなかった。ロンドンのカレッジ・オブ・サイキック・スタディーズ（College of Psychic Studies）によれば、この写真の撮影時期は1870年代前半で、リンカーン夫人は「ミセス・リンドール」（Mrs. Lindall）と名乗っており、霊媒師であるマムラーの妻に促されて、ようやく夫が写っているのを認めたことが、牧師で霊媒師のウィリアム・ステイントン・モーゼスが所有するメモに書かれていた。この写真は二重露出による偽造として片付けられたが、広く流通した一枚である。マムラーは、ボストン・レコード（Boston Record）宛ての手紙で、この写真を撮影したのは1872年2月の後半だと主張した。

### マスター・へロッド

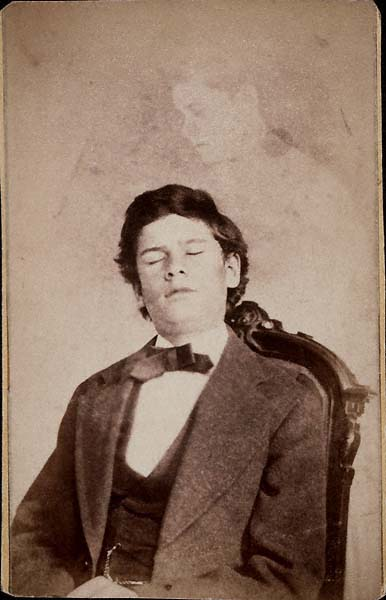
背後に1人の「霊」が写っているへロッド

マスター・へロッド（Master Herrod）は、1872年ころマムラーが写真を撮影したマサチューセッツ州ブリッジウォーター出身の若い霊媒であった。ある写真を現像してみると、トランス状態のへロッドがヨーロッパとアフリカ、アメリカの霊に囲まれて写っていた。この写真は『The Religio-Philosophical Journal』の1872年8月24日号に広告が掲載され、販売された。

### その他の写真
マムラーが撮影したその他の写真には、生きている被写体といっしょにさまざまな霊（親戚やフィアンセ、女優、守護霊など）が写っていた。著名な例としては、助手のメーベル・ウォーレン（Mabel Warren）の霊といっしょに写っていた『The Waverley Magazine』の編集者モーゼズ・A・ダウ（Moses A. Dow）の写真や、兄弟のチャズ（Chas）が写っているように見えるボストン出身の有名霊媒師ファニー・コナント（Fanny Conant）の写真があった。

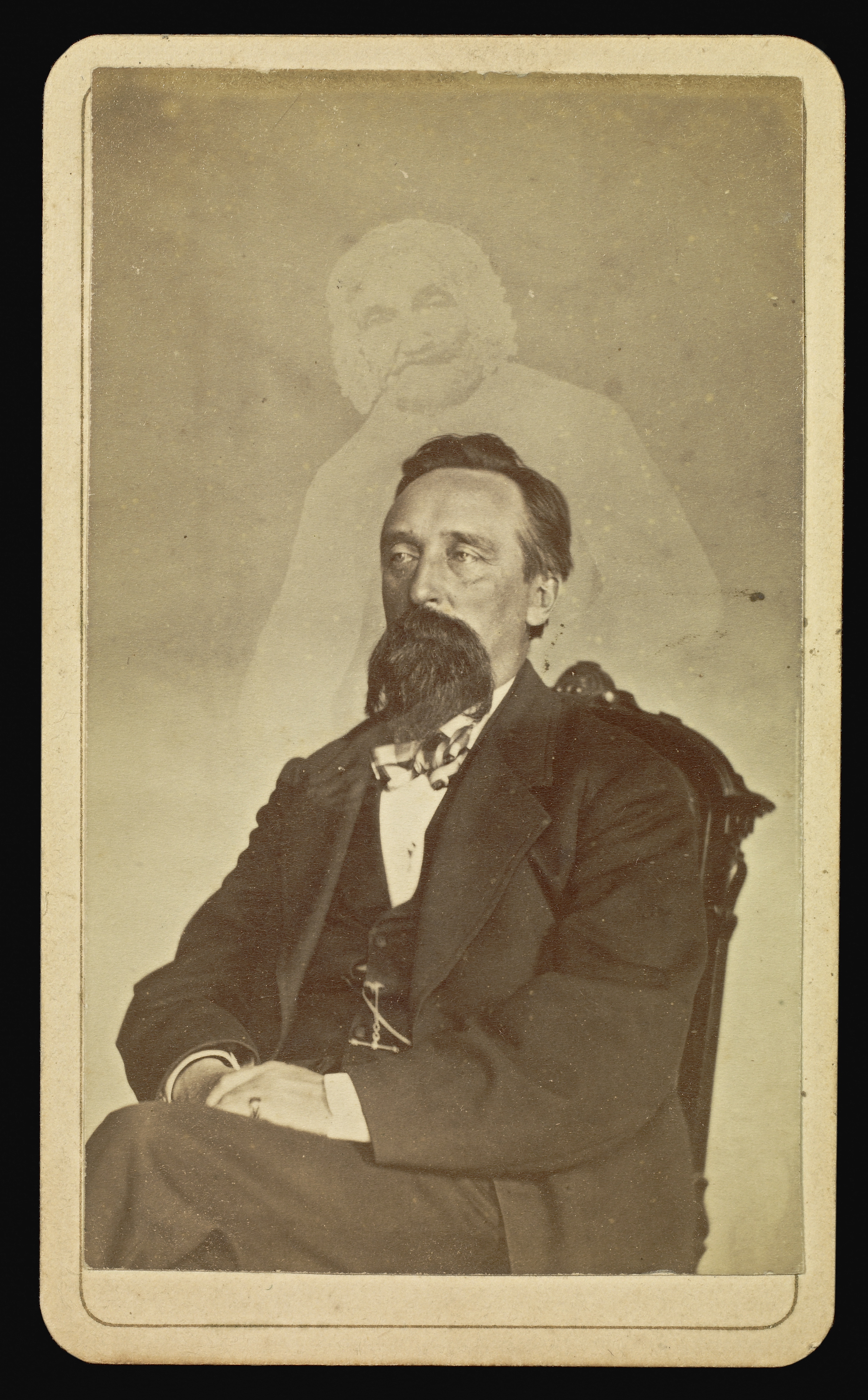
ジョン・J・グローヴァー（John J. Glover）と老女の「霊」
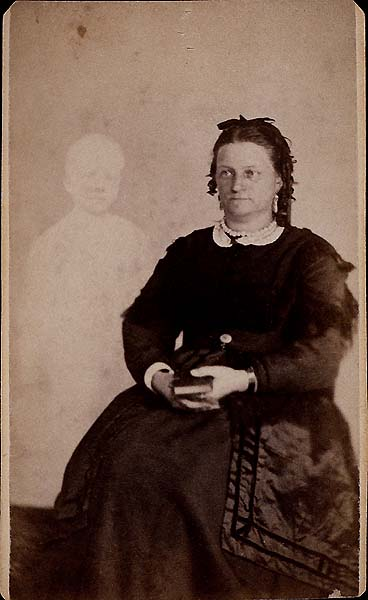
ミセス・フレンチ（Mrs. French）と子どもの「霊」
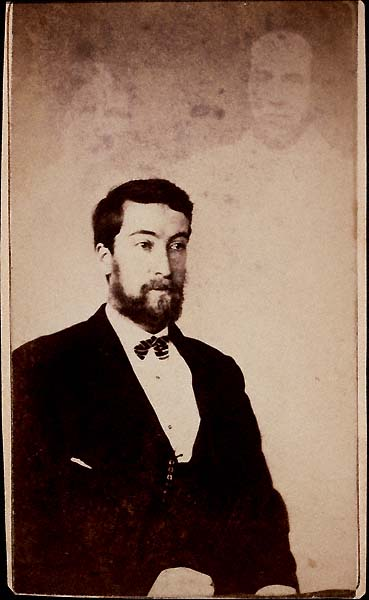
身元不明の被写体と2人の「霊」
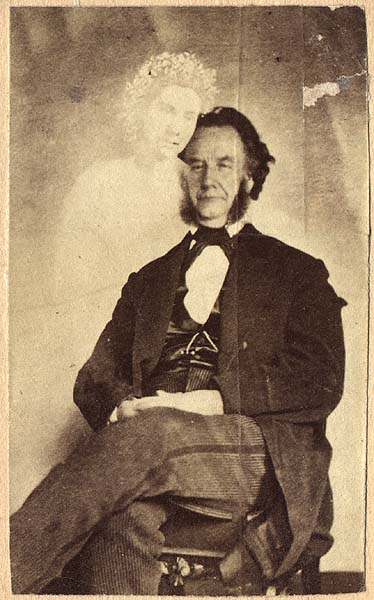
モーゼズ・A・ダウ（Moses A. Dow）と助手の「霊」
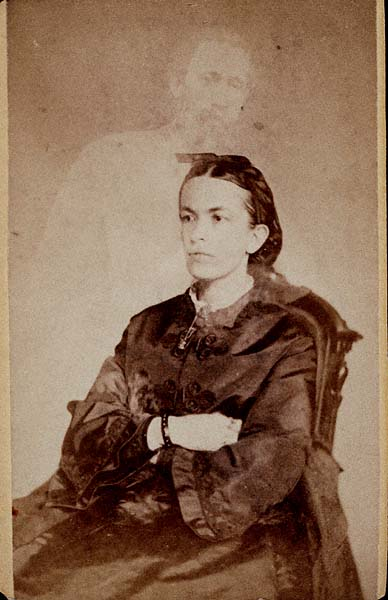
ファニー・コナント（Fanny Conant）と兄弟の「霊」

## 読書案内
- Manseau, Peter. The Apparitionists: A Tale of Phantoms, Fraud, Photography, and the Man Who Captured Lincoln's Ghost. New York: Houghton Mifflin Harcourt, 2017.（英語）
- Natale, Simone. Supernatural Entertainments: Victorian Spiritualism and the Rise of Modern Media Culture. University Park: Pennsylvania State University Press, 2016. See especially Chapter 6, "The Marvels of Superimposition," pp. 134–169.（英語）
- Kaplan, Louis. The Strange Case of William Mumler, Spirit Photographer. Minneapolis: University of Minnesota Press, 2008. Includes Mumler's autobiography and a large collection of his photos, including his well-known photo of the recently assassinated Abraham Lincoln comforting Mary Todd. Also includes news coverage of Mumler's sensational 1869 trial.（英語）
- Carrington, Hereward. The Physical Phenomena of Spiritualism. Boston: Herbert B. Turner & Co., 1907. pp. 208–209.（英語）
- "Obituary". Photographic Times and American Photographer. June 1884.（英語）
- "Spiritual Photography". Illustrated Photographer, 1869.（英語）